# آل ناصر منصور

تعديل مصدري - تعديل

آل ناصر منصور هي إحدى قرى عزلة  الوضيع بمديرية الوضيع التابعة لمحافظة أبين، بلغ تعداد سكانها 54 نسمة حسب تعداد اليمن لعام 2004.